# NBA All-Star Game 1952
Le NBA All-Star Game 1952 est le second match réunissant les étoiles de la ligue ; il s’est déroulé le 11 février 1952 au Boston Garden de Boston. Les All-Star de l’Est ont battu les All-Star de l’Ouest 108 à 91. Paul Arizin (Warriors de Philadelphie) a été élu MVP.

## Effectif All-Star de l’Est
- Paul Arizin (Warriors de Philadelphie)
- Harry Gallatin (Knicks de New York)
- Ed Macauley (Celtics de Boston)
- Bob Cousy (Celtics de Boston)
- Andy Phillip (Warriors de Philadelphie)
- Joe Fulks (Warriors de Philadelphie)
- Red Rocha (Bullets de Baltimore)
- Max Zaslofsky (Knicks de New York)
- Dick McGuire (Knicks de New York)
- Fred Scolari (Bullets de Baltimore)
- Dolph Schayes (Syracuse Nationals)

## Effectif All-Star de l’Ouest
- Jim Pollard (Minneapolis Lakers)
- Leo Barnhorst (Indianapolis Olympians)
- George Mikan (Minneapolis Lakers)
- Bob Davies (Rochester Royals)
- Bobby Wanzer (Rochester Royals)
- Frank Brian (Fort Wayne Pistons)
- Vern Mikkelsen (Minneapolis Lakers)
- Dike Eddleman (Milwaukee Hawks)
- Arnie Risen (Rochester Royals)
- Paul Walther (Indianapolis Olympians)
- Larry Foust (Fort Wayne Pistons)